# Jaime Moreno (aktor)
Jaime Moreno, właśc. Jaime Moreno Gálvez (ur. 20 września 1957 w Chiapas) – meksykański aktor teatralny, filmowy i telewizyjny.

## Filmografia

### Filmy fabularne
- 1973: El premio Nobel del amor
- 1973: El principio jako Juan Bejareno
- 1973: El amor tiene cara de mujer jako Quique Suárez
- 1974: El mariscal del infierno
- 1974: Las viboras cambian de piel
- 1975: Noche de muerte
- 1975: El padrino... es mi compadre jako Jorge
- 1975: La loca de los milagros
- 1976: La India jako Potro
- 1977: El chicano karateca
- 1978: Las del talon
- 1979: La hija de nadie
- 1979: Cuando tejen las arañas jako Alex
- 1979: Erótica jako Antonio
- 1979: Las golfas del talón
- 1979: El fin del tahur jako Jaime Gansi
- 1980: Con la muerte en ancas jako Sonny Rigg: Alan
- 1980: El fin del tahur jako Jaime Gansi
- 1981: Barcelona sur jako Toni
- 1981: El sexo sentido jako Ramón Barone
- 1982: Un reverendo trinquetero jako Valente Manso
- 1982: Un La India blanca jako Mario
- 1985: Terror y encajes negros jako Ruben
- 1996: El brazo mortal
- 1996: Asuntos internos (wideo)
- 1996: La sombra de la muerte

### Seriale TV
- 1974: Ana del aire jako Anibal
- 1979: Yara
- 1981: Los Pardaillan jako Juan Pardaillan
- 1986: Pobre juventud jako Eduardo
- 1992: María Mercedes jako Rodolfo Manzilla
- 2014: Hasta el fin del mundo jako Javier Ramirez